# Кобалия, Вероника Отаровна
Вероника (Вера) Отаровна Кобалия (груз. ვერა ქობალია; англ. Vera Kobalia; род. 24 августа 1981, Сухуми, Абхазская АССР) — грузинский и канадский экономист, общественный и политический деятель, публицист, директор канадской горнодобывающей компании «Sandstorm Gold», член Консультативного комитета по экономическому развитию Нью-Уэстминстера. Бывший советник правительства Индонезии по реформам, бывший министр экономики и устойчивого развития Грузии (2010 — 2012) и советник президента Грузии, бывший заместитель председателя правления казахстанского акционерного общества «Национальная компания „Астана ЭКСПО-2017“» (2015).

## Биография
Вероника Кобалия родилась в 1981 году в Сухуми. После обострения Грузино-абхазского конфликта, она с семьёй бежала в Канаду. Окончила Школу Короля Георга, затем Технологический институт Британской Колумбии в Бернаби, по специальности «управление бизнесом и информационные технологии» в 2004 году.

### Экономическая и общественная карьера (до 2010 года)
Кобалия прожила в Канаде (а именно в городе Ванкувер, Британская Колумбия) до 2009 года. По словам самой Веры, она работает с 15 лет.
Вера работала в компании «Юропиан-Брэд-Бэйкериз», основанной её отцом в 2001 году, где, в частности, отвечала за переход компании к биоразлагающимся упаковкам (компания «Юропиан-Брэд-Бэйкериз» стала первой канадской пекарней, использующей такие упаковки). Также, по её словам, «В течение последних 10 лет [я] проработала в разных корпорациях в направлениях американского и китайского экспорт-импорта и развития бизнеса».
На официальном сайте правительства Грузии указаны следующие трудовые вехи будущего министра:

2001-2002 - Канадское общество международного здравоохранения (CSIH) Международный проект Системы здравоохранения, специалист. Оттава - Тбилиси;
2004-2006 - Global TV - Destination Funny Entertainment, продюсер;
2007-2008 - Boston International, маркетолог и менеджер по продажам;
2008-2010 - партнёр бизнес-компании, основанной в Ванкувере;
Оригинальный текст (англ.)2001-2002 - Canadian Society for International Health (CSIH) International Healthcare Systems Project, Specialist. Ottawa - Tbilisi;

2004-2006 - Global TV – Destination Funny Entertainment, producer;
2007-2008 - Boston International, marketing and sales manager;

2008-2010 - Partner of the business company established in Vancouver
— 
В Грузии Кобалия стала известна в 2009 году, когда один из грузинских телеканалов выпустил сюжет об успехах грузинских эмигрантов за границей. Отмечается, что этот сюжет (и его героиня) возможно заинтересовал президента Грузии Михаила Саакашвили.
Саакашвили и 29-летняя бизнеследи встретились в феврале 2010 года на встрече президента с грузинской диаспорой Ванкувера во время Олимпиады, после чего она в феврале 2010 года переехала в Грузию и возглавила фонд «Коалиция за справедливость».

### На посту министра
Михаил Саакашвили предложил её на пост министра экономики и устойчивого развития Грузии в июне того же года, что было принято парламентом 2 июля. Новоизбранный министр заявляла, что «сельское хозяйство и туризм — её приоритеты во время работы на посту».
Сразу после назначения, Вера Кобалия объявила, что Грузия вводит «открытое небо» для иностранных авиакомпаний, приведя в страну такие бюджетные авиакомпании, как Pegasus Airlines и Ryanair. Это вызвало протесты со стороны владельцев грузинских авиакомпаний.
Уже после отставки с поста, Кобалия в интервью вспоминала, что именно она инициировала реконструкцию аэропорта Кутаиси (подряд достался турецкой компании TAV Airports Holding) для создания в нём хаба для бюджетных авиаперевозчиков, а также подписала контракт с одной из авиакомпаний — венгерской «Wizz Air»: «По сегодняшний день дружу с председателем WiZZ Air и теперь он уже смеясь рассказывает, что не то что Кутаиси, он не знал где вообще Грузия. Он не смог отказать, так как я была министром». Так же, по словам экс-министра, она была близка к подписанию контракта с крупнейшей лоукост-авиакомпанией Европы — ирландской «Ryanair» — которая якобы обещала «что будет ввозить миллион туристов в месяц», но «новая власть»  отказалась подписать соглашение.
Одним из наиболее обсуждаемых решений молодого министра стало увольнение всех сотрудников Департамента туризма министерства, как объяснила сама Кобалия, из-за того, что при посещении ею Аджарского информационно-туристического центра он оказался закрытым.
В интервью французской газете «La Tribune» от 29 августа 2011 года Кобалия так охарактеризовала развитие туристического потенциала Грузии:

в этом году мы ждем три миллиона туристов – по сравнению с 2,1 миллиона человек в 2010 году. Одним из наших приоритетов теперь является развитие туризма в зимний период. Мы планируем приобрести авиалайнеры ATR, которые свяжут столицу Тбилиси с горными регионами. Мы сотрудничаем с компанией Poma, поставщиком горных подъемников. Так что у нас будут самолёты, французские канатные дороги, нам не хватает только французских туристов!Оригинальный текст (фр.)Cette année, nous nous attendons à trois millions de touristes contre 2,1 millions de personnes en 2010. Une de nos priorités est maintenant de développer le tourisme en hiver. Nous envisageons d'acheter des avions de ligne ATR, qui reliera la capitale, Tbilissi dans les régions de montagne. Nous coopérons avec la société Poma, un fournisseur de remontées mécaniques. Donc, nous aurons des avions, des remontées mécaniques françaises, il nous manque seulement les touristes français! — 
В том же интервью она заявила, что Грузия не против вступления России в Всемирную торговую организацию, но при этом отметила:

Любая страна, в том числе и Россия, вступающая в ВТО, должна соблюдать правила. То есть на грузинско-российской границе, признанной многими государствами, в частности, ЕС и США, должен существовать контроль. Это экономические, а не политические условия: товары, пересекающие границу, должны учитываться, как это происходит, допустим, на финско-российской границе.Оригинальный текст (фр.)Tout pays, y compris la Russie, l'adhésion à l'OMC, doit respecte les règles. C'est, à la frontière russo-géorgienne, reconnue par de nombreux Etats, en particulier, l'UE et les États-Unis, il doit y avoir de contrôle. C'est économiques plutôt qu'en termes politiques: les biens qui franchissent la frontière, devrait être considérée, comme c'est le cas, par exemple, la frontière finno-russe. — 
Рекламируя туризм своей страны во время визита в Израиль, министр заявила, что ночная жизнь Грузии не хуже, чем в Греции или Турции.
В 2012 году «Экономический Форум мира», возглавляемый королевой Иордании Рания Ал Абдулой, назвал Веронику Кобалию «молодым лидером» этого года. Она является единственным представителем Грузии, имеющий этот титул.
В октябре 2012 года, накануне парламентских выборов в Грузии, Кобалия дала интервью российской деловой газете «Ведомости», в котором поделилась своим видением развития страны и раскритиковала экономическую программу главного соперника правящей партии «Единое национальное движение», лидера «Грузинской мечты» Бидзины Иванишвили, заявив, что у него нет внятной программы развития и привлечения инвестиций.
После поражения ЕНП на выборах ушла в отставку вместе со всем правительством Мерабишвили.

### После 2012. Работа в Казахстане.
После отставки с поста министра Кобалия пропала из поля зрения СМИ и перестала вести публичную общественную и политическую жизнь, став советником Президента Грузии. Бывший министр иногда писала публицистические статьи в различных средствах массовой информации, таких как «Московский комсомолец» и «International Business Times». В то же время Кобалия была замешана в скандале вокруг якобы преднамеренного банкротства Cartu Bank.
В разгар российско-украинского конфликта бывший министр стала сотрудничать с украинским интернет-изданием «Новое время Архивная копия от 26 мая 2015 на Wayback Machine» в качестве публициста: в своих статьях Кобалия, в частности, резко критиковала политику Владимира Путина, а также высказывалась за привлечения иностранных (в том числе и грузинских) специалистов для проведения реформ на Украине, приводя в качестве примера своё назначение на пост министра экономического развития Грузии («Прежде чем прийти в правительство, я более 15 лет прожила в Канаде. Родину покинула в 12‑летнем возрасте и никаких связей ни с бизнесом, ни с политиками в Грузии не имела»). В этом экс-министр поддержала Михаила Саакашвили, назначенного вскоре председателем Одесской облгосадминистрации. При этом сама Вероника никаких постов на Украине не получила.
В марте 2015 года Вероника Кобалия переехала в Казахстан, где стала заместителем председателя правления АО «Национальная компания „Астана ЭКСПО-2017“» (занимается организацией Всемирной выставки в столице Казахстана в 2017 году). В её задачи входили вопросы привлечения международных участников и туристов, коммерциализации и спонсорства, контента и поствыставочного использования. В компанию Кобалия пригласил её председатель Талгат Ермегияев. В качестве причин для переезда в Казахстан Кобалия назвала в том числе и то, что в Казахстане работало много политиков из Грузии, как например, бывший премьер-министр страны Николоз Гилаури. Зарплата Вероники на этой должности составляла 1,2 миллиона тенге. После отставки Ермегияева и его последующего задержания, 12 июля того же года Кобалия оставила по собственному желанию свой пост, после чего в интервью казахстанскому сайту «Tengri News Архивная копия от 12 августа 2016 на Wayback Machine» рассказала о проявлениях непотизма в госкомпании.
В 2017 году на судебных слушаниях по уголовному делу о растратах в нацкомании, одна из сотрудниц (и свидетель по делу), Асель Кожакова, заявила, что Вероника Кобалия (куратор отдела, в котором работала Кожакова) и Талгат Ермегияев настаивали на заключении спонсорского контракта с российским телеканалом «Муз-ТВ» о проведении в 2015 году музыкальной премии этого телеканала на стадионе «Астана Арена». Этот контракт был финансово невыгодным для компании, о чём якобы изначально предупреждала Кожакова: 

И было еще мероприятие по Муз-ТВ, которое мы должны были проводить, но оно нигде не стояло в бюджете...И этот договор был спущен в наш департамент. Мы посмотрели то предложение, которое было предложено Муз-ТВ. Оно было совсем нецелесообразно...И мы написали служебную записку от нашего департамента. Мы направили записку с тем, что мы считаем нецелесообразным проведение концерта, это во-первых. А во-вторых, что бюджетные средства на это не предусмотрены. Но ей не дали ходу, этой записке, и в общем, я была не согласна с этим мероприятием и договором. Потом меня просили инициировать и подписать. Я сказала, что буду действовать в рамках законодательства, и решила, что лучше я уволюсь, чем буду подписывать. Этот договор долго ходил по департаментам и потом меня попросил Ермегияев инициировать и попросила Вера. Сначала она меня попросила, а потом он попросил. После чего я ... сказала, что я лучше уволюсь. Потом я написала заявление и уволилась.— Руководству "Астана ЭКСПО-2017" говорили о нецелесообразности проведения премии Муз-ТВ в Астане Tengri Тews
После работы в Астане Вероника читала лекции по вопросам коррупции в государственном секторе в Варшаве.

### 2016. Индонезия
В 2016 году Кобалия стала работать в созданном правительством Австралии международном фонде «Australia Indonesia Partnership for Economic Government» (Австралийско-Индонезийское партнёрство для экономического управления), консультирующем правительство развивающейся страны в проведении экономических реформ, в качестве международного советника «Doing Business». Об этом первым на странице в «Фейсбуке» заявил 16 февраля 2016 года Михаил Саакашвили, отметив, что это свидетельствует о высоком уровне команды реформаторов его имени.
Контракт Кобалии рассчитан на два года, а основной её функцией будет подготовка советов и консультация правительства страны. В другом интервью экс-министр рассказала, что это предложение она увидела в журнале «The Economist» и прошла четыре раунда собеседований, перед тем, как получить эту должность. По её словам, она работает с администрацией президента Индонезии, министрами экономики и торговли, с Агентством инвестиций по вопросам планировки экономической политики в направлении дерегуляции, дебюрократии, и улучшения инвестиционной среды. Грузинским предпринимателям, стремящимся выйти на развивающийся рынок этой юго-восточной азиатской страны, Кобалия посоветовала: «Помимо продукции уже время начать экспорт сервисов. Грузия может осуществить экспорт своего знания, опыта в институциональных реформах, в том числе новые системы сервисов государства».
В качестве сотрудника фонда, Кобалия принимала участие во Всемирном экономическом форуме АСЕАН 2016 в секции «Молодые глобальные лидеры».
После завершения контракта с правительством Индонезии, Вероника покинула страну и вернулась в Канаду.
15 июня 2018 года Вера Кобалия была избрана директором канадской горнодобывающей компании «Sandstorm Gold» с центром в Ванкувере, обойдя шестерых конкурентов.
С 1 марта 2019 года назначена членом Консультативного комитета по экономическому развитию города Нью-Уэстминстер (Британская Колумбия).

## Скандалы
В вину молодому министру ставили её некомпетентность, отсутствие какой-либо политической практики («её трудовая книжка открывается прямо на министерской должности»), а также её возраст. Бывший президент Национального банка Грузии Нодар Джавахишвили заявлял:

Назвать 28-летнюю девушку Веронику Кобалия министром экономического развития способен только Саакашвили. Я, например, называть её министром не смогу... Я лично её не знаю (да и, похоже, никто не знает, кроме самого Саакашвили), но то, что она дала согласие занять пост министра экономики, конечно же, её не украшает.— 
Сама Кобалия на обвинения о своём возрасте отмечала, что это преимущество, так как у неё хватает энергии на работу и в послерабочее время, и в поздние часы, и в выходные.
Канадский таблоид «The Vancouver Sun» утверждал, что сотрудники телеканала Global TV, который был указан как одно из мест работы будущего министра в её биографии на правительственном сайте, не могут вспомнить Кобалию, а её имени якобы нет в архивах отдела кадров. Это позволило ряду СМИ сделать вывод, что Кобалия «подделала свою биографию». Министр назвала «сплетнями» и «дезинформацией» слухи о подделке биографии, ответственность за распространение которых она возложила на российских властей, заявив, что на канале она действительно работала.
Наиболее громкий скандал, связанный с именем Вероники Кобалия, произошёл из-за опубликованной в Фейсбуке фотографии, якобы танцующий стриптиз в одном из канадских баров. Этот сюжет был растиражирован многими российскими СМИ, в том числе и «Российской газетой» — официальным изданием Правительства РФ. Сама Кобалия в интервью казахстанским журналистам в июле 2015 года так вспоминала об этом:

Когда меня назначили министром, пошло много информации, такой негативной и непроверенной (...), я даже не обратила внимания на эту статью, которая вышла в небольшой газете. Но надо понимать, когда ты работаешь в политике, такие публикации надо игнорировать. Фотография сама была сделана, когда я была студенткой, мы, как и все другие молодые девушки, ходили в клуб, веселились. Если за всю мою политическую карьеру журналистам удалось найти мои фотографии из клуба, думаю, что это самое несерьезное, что можно про человека раскопать. Может, это хороший показатель.— 
Вместе с тем экс-министр призналась, что не ожидала подобных публикаций от казахстанских журналистов. Критические материалы в российских СМИ были по её мнению вполне ожидаемы, так как она занимала пост министра экономики в период сложных отношений между Россией и Грузией.
Некоторые средства массовой информации, на основании информации газеты «Коммерсантъ» и высказываний некоторых грузинских оппозиционеров, сообщали о возможной связи шпионского скандала с личными фотографами Саакашвили со странной госпитализацией Кобалии 6 июня 2011 года (за несколько дней до «признаний» фотографа) и полученным сотрясением мозга сотрудницы пресс-службы президента Натии Бандзеладзе.
После победы партии Бориса (Бидзины) Иванишвили на парламентских выборах в 2012 году, новое руководство МВД Грузии начало расследование о попытке преднамеренного банкротства банка «Cartu», бенефициаром которого являлся Иванишвили, со стороны государственных органов власти. Среди допрошенных по делу чиновников была и беременная советник Саакашвили Кобалия, заявившая о готовности сотрудничества со следствием.
На посту заместителя председателя нацкомпании «ЭКСПО-2017» Кобалия курировала вопросы продвижения проекта на международной арене. Возвращение казахстанских журналистов и блогеров с открытия выставки «Экспо-2015» в Милане было организовано не напрямую, а через аэропорты Тбилиси и Батуми. Некоторые блогеры посчитали, что таким образом Кобалия лоббирует интересы турецкой компании TAV Airports Holding, которой она, будучи министром, передала эти воздушные гавани. Из компании Кобалия ушла накануне масштабных арестов её руководителей, связанных с коррупцией в особо крупном размере.

## Личная жизнь
Замужем, воспитывает дочь.
Владеет грузинским, английским, русским и другими иностранными языками.
Отец Вероники — Отар Кобалия, бывший преподаватель математики Сухумского государственного университета, владелец пекарни «GluteNull Bakery». Когда Отар Кобалия с семьёй бежал из Абхазии в Канаду, он решил заняться хлебопекарной деятельностью, так как на одном из грузинских диалектов его фамилия переводится как «хлеб».
Младшая сестра Вероники, Нина, в период руководства Кобалией министерством работала в Департаменте туризма Аджарии, что было воспринято некоторыми СМИ как проявление кумовства. В ответ на это Кобалия отвечала, что её сестра не работает в правительстве Аджарии: «Моя сестра находится в Батуми и помогает в развитии туризма, так как она специалист по пиару». На посту помощника главы Аджарии Нина Кобалия была одним из объектов критики из-за возможности проведения в Батуми гей-парада, который она якобы лоббировала. В 2017 году вернулась в Канаду и вошла в руководство компании отца, начав развивать производство безглютенной продукции.
В декабре 2015 года украинский олигарх и экс-председатель Днепропетровской облгосадминистрации Игорь Коломойский заявил, что в 2011 году проводил отпуск в Хорватии на яхте совместно с Михаилом Саакашвили и его любовницей — «министром экономики с большими грудями».

## Высказывания
О Михаиле Саакашвили:

...он глобальный политик. Надеюсь, все, что делает на Украине Саакашвили, будет иметь результат, и Украина сможет выйти из этой ситуации. У меня с Саакашвили хорошие отношения, я всегда буду рада с ним работать— 
О работе в Казахстане:

Когда я приехала, я наткнулась на много вещей, которые для меня были странными. К примеру, сильный непотизм был и есть в национальной компании. Самым тяжелым для меня был процесс принятия и увольнения людей в «Астана ЭКСПО-2017». Мне говорили, что это везде, и я не должна удивляться... Я просила как у старого менеджмента, так и нового, чтобы у меня была сильная команда
— 